# Cicindela trifasciata
Cicindela trifasciata este o specie de insecte coleoptere descrisă de Fabricius în anul 1781. Cicindela trifasciata face parte din genul Cicindela, familia Carabidae.

## Subspecii
Această specie cuprinde următoarele subspecii:
- C. t. ascendens
- C. t. sigmoidea